# 잭 니컬슨
잭 니콜슨(Jack Nicholson, 1937년 4월 22일 ~ )은 미국의 배우이다.
그는 신경증적인 캐릭터의 어두운 면을 묘사한 것으로 명성을 얻었다. 그는 아카데미상에 12번 후보로 올랐으며, 《뻐꾸기 둥지 위로 날아간 새》와 《이보다 더 좋을 순 없다》로 두번의 아카데미 주연상을 받았다. 그는 또한 1983년 《애정의 조건》으로 아카데미 조연상을 받았다. 그는 남자 배우중에서는 월터 브레넌과 함께 가장 아카데미상을 많이 받은 배우이며(세번) 모든 배우들 중에서는 두 번째로 가장 많이 받은 배우이다.(첫 번째는 네번 수상한 캐서린 헵번이다.) 니컬슨은 특히 《샤이닝》의 잭 토랜스, 그리고 《배트맨》의 조커역할 등으로 잘 알려져 있다.
니컬슨은 1960년대부터 70년대, 80년대, 90년대 그리고 2000년대까지 모두 아카데미상 후보에 오른 두명 중 한명이다. (나머지 한명은 마이클 케인이다.) 그는 7번의 골든 글로브를 받았고, 2001년에는 케네디 센터 명예상을 받았다. 1994년 그는 최연소의 나이(수상 당시 만 56세)로 미국 영화 연구소 평생공로상 수상자가 되었다. 그리고 이 기록은 8년 뒤 2002년 톰 행크스가 만 46세로 수상하며 깨지게 된다. 그가 출연한 영화중 주목할 만한 작품은 연대적으로 보면 《이지 라이더》, 《잃어버린 전주곡》, 《차이나타운》, 《뻐꾸기 둥지 위로 날아간 새》, 《포스트맨은 벨을 두 번 울린다》, 《레즈》, 《애정의 조건》, 《배트맨》, 《어 퓨 굿 맨》, 《호파》, 《울프》, 《이보다 더 좋을 순 없다》, 《어바웃 슈미트》, 《사랑할 때 버려야 할 아까운 것들》, 《디파티드》 등이다.

## 출연 작품
- 버킷 리스트: 죽기 전에 꼭 하고 싶은 것들 (The Bucket List) 2007년
- 디파티드 (The Departed) 2006년
- 사랑할 때 버려야 할 아까운 것들 (Something's Gotta Give) 2003년
- 성질 죽이기 (Anger Management) 2003년
- 어바웃 슈미트 (About Schmidt) 2002년
- 써스펙트 (The Pledge) 2001년
- 기미 썸 트루 (Gimme Some Truth: The Making of John Lennon's Imagine Album) 2000년
- 이보다 더 좋을 순 없다 (As Good As It Gets) 1997년
- 화성침공 (Mars Attacks!) 1996년
- 애정의 조건 2 (The Evening Star) 1996년
- 블러드 앤 와인 (Blood and Wine) 1996년
- 크로싱 가드 (The Crossing Guard) 1995년
- 울프 (Wolf) 1994년
- 어 퓨 굿 맨 (A Few Good Men) 1992년
- 호파 (Hoffa) 1992년
- 맨 트러블 (Man Trouble) 1992년
- 불륜의 방랑아 (The Two Jakes) 1990년
- 배트맨 (Batman) 1989년
- 브로드캐스트 뉴스 (Broadcast News) 1987년
- 엉겅퀴꽃 (Ironweed) 1987년
- 이스트윅의 마녀들 (The Witches of Eastwick) 1987년
- 제2의 연인 (Heartburn) 1986년
- 프리찌스 오너 (Prizzi's Honor) 1985년
- 애정의 조건 (Terms of Endearment) 1983년
- 포스트맨은 벨을 두 번 울린다 (The Postman Always Rings Twice) 1981년
- 레즈 (Reds) 1981년
- 샤이닝 (The Shining) 1980년
- 바람둥이 길들이기 (Goin' South) 1978년
- 라스트 타이쿤 (The Last Tycoon) 1976년
- 미주리 브레이크 (The Missouri Breaks) 1976년
- 여행자 (Professione: Reporter / The Passenger) 1975년
- 포춘 (The Fortune) 1975년
- 토미 (Tommy) 1975년
- 뻐꾸기 둥지 위로 날아간 새 (One Flew over the Cuckoo's Nest) 1975년
- 차이나타운 (Chinatown) 1974년
- 최후의 지령 (The Last Detail) 1973년
- 킹 오브 마빈 가든스 (The King of Marvin Gardens) 1972년
- 성교육 (Carnal Knowledge) 1971년
- 잃어버린 전주곡 (Five Easy Pieces) 1970년
- 레벨 라우저 (Rebel Rousers) 1970년
- 맑은 날 영원히 볼 수 있으리 (On a Clear Day You Can See Forever) 1970년
- 이지 라이더 (Easy Rider) 1969년
- 사이크 아웃 (Psych-Out) 1968년
- 머리 (Head) 1968년
- 슈팅 (The Shooting) 1967년
- 헬스 엔젤 온 힐스 (Hells Angels on Wheels) 1967년
- 바람 속의 질주 (Ride in the Whirlwind) 1965년
- 지옥행 비밀 지령 (Back Door to Hell) 1964년
- 갈가마귀 (The Raven) 1963년
- 테러 (The Terror) 1963년
- 닥터 킬데어 (Dr. Kildare) 1961년
- 흡혈 식물 대소동 (The Little Shop of Horrors) 1960년

## 수상 경력
- 1969년 캔자스시티비평가협회상 남우조연상
- 1969년 제34회 뉴욕비평가협회상 남우조연상
- 1970년 제4회 전미비평가협회상 남우조연상
- 1970년 로렐어워즈 남우조연상
- 1973년 제26회 칸 영화제 남우주연상
- 1974년 제39회 뉴욕비평가협회상 남우주연상
- 1974년 캔자스시티비평가협회상 남우주연상
- 1975년 제9회 전미비평가협회상 남우주연상
- 1975년 제32회 골든글로브시상식 드라마부문 남우주연상
- 1975년 제28회 영국아카데미시상식 남우주연상
- 1975년 제40회 뉴욕비평가협회상 남우주연상
- 1975년 포토그래마스 디 플레타 어워즈 외국남자배우상
- 1976년 다비드 디 도나텔로 어워즈 외국남자배우상
- 1976년 제47회 미국비평가협회상 남우주연상
- 1976년 제33회 골든글로브시상식 드라마부문 남우주연상
- 1976년 제10회 전미비평가협회상 남우주연상
- 1976년 제48회 아카데미시상식 남우주연상
- 1977년 제30회 영국아카데미시상식 남우주연상
- 1977년 센트조어디어워즈 외국남자배우상
- 1981년 제2회 보스턴비평가협회상 남우조연상
- 1981년 캔자스시티비평가협회상 남우조연상
- 1982년 제53회 미국비평가협회상 남우조연상
- 1983년 제36회 영국아카데미시상식 남우조연상
- 1983년 제4회 보스턴비평가협회상 남우조연상
- 1983년 캔자스시티비평가협회상 남우조연상
- 1983년 제48회 뉴욕비평가협회상 남우조연상
- 1984년 제55회 미국비평가협회상 남우조연상
- 1984년 제41회 골든글로브시상식 남우조연상
- 1984년 제9회 LA비평가협회상 남우조연상
- 1984년 제18회 전미비평가협회상 남우조연상
- 1984년 제56회 아카데미시상식 남우조연상
- 1985년 제6회 보스턴비평가협회상 남우주연상
- 1985년 제50회 뉴욕비평가협회상 남우주연상
- 1986년 제43회 골든글로브시상식 뮤지컬/코미디부문 남우주연상
- 1986년 제20회 전미비평가협회상 남우주연상
- 1987년 제13회 새턴어워즈 최우수남우주연상
- 1987년 제52회 뉴욕비평가협회상 남우주연상
- 1988년 제13회 LA비평가협회상 남우주연상
- 1988년 그래미상 최고의 어린이앨범상
- 1992년 남동부비평가협회상 남우조연상
- 1992년 제5회 시카고비평가협회상 남우조연상
- 1993년 제64회 미국비평가협회상 남우조연상
- 1994년 제22회 미국영화연구소 평생공로상
- 1997년 제2회 새틀라이트시상식 뮤지컬/코미디부문 남우주연상
- 1997년 어워즈 시어큐리트 커뮤니티 어워즈 남우주연상
- 1998년 샌디에고비평가협회상 남우주연상
- 1998년 제69회 미국비평가협회상 남우주연상
- 1998년 온라인영화비평가협회상 남우주연상
- 1998년 온라인영화&텔레비전협회상 남우주연상
- 1998년 온라인영화&텔레비전협회상 뮤지컬/코미디부문 남우주연상
- 1998년 제55회 골든글로브시상식 뮤지컬/코미디부문 남우주연상
- 1998년 제3회 크리틱스초이스 남우주연상
- 1998년 제4회 미국배우조합상 영화부문 남우주연상
- 1998년 제70회 아카데미시상식 남우주연상
- 1998년 아메리칸코미디어워즈 영화부문 재미있는 남자배우상
- 1998년 주피터어워즈 외국남자배우상
- 1999년 제19회 런던비평가협회상 남우주연상
- 1999년 SESC 필름페스티벌 외국남자배우상
- 1999년 제56회 골든글로브시상식 평생공로상
- 2001년 제24회 미국케네디센터상
- 2002년 제1회 워싱턴비평가협회상 남우주연상
- 2002년 댈러스-포트워스비평가협회상 남우주연상
- 2003년 제37회 LA비평가협회상 남우주연상
- 2003년 제60회 골든글로브시상식 드라마부문 남우주연상
- 2003년 제8회 크리틱스초이스 남우주연상
- 2003년 AARP 어워즈 남우주연상
- 2004년 AARP 어워즈 베스트 그로운업 러브스토리상
- 2004년 제39회 골든카메라시상식 최우수해외남자배우상
- 2006년 포닉스비평가협회상 남우조연상
- 2006년 듀빌린비평가협회상 남우조연상
- 2006년 골든스모이스어워즈 남우조연상
- 2007년 플로리안비평가협회상 남우조연상
- 2007년 노스텍사스비평가협회상 남우조연상
- 2007년 이탈리안온라인무비어워즈 남우조연상
- 2007년 제16회 MTV영화제 최고의 악당상
- 2008년 골드더비어워즈 평생공로상
- 2011년 신 유포리아 어워즈 평생공로상

## 명예 상징

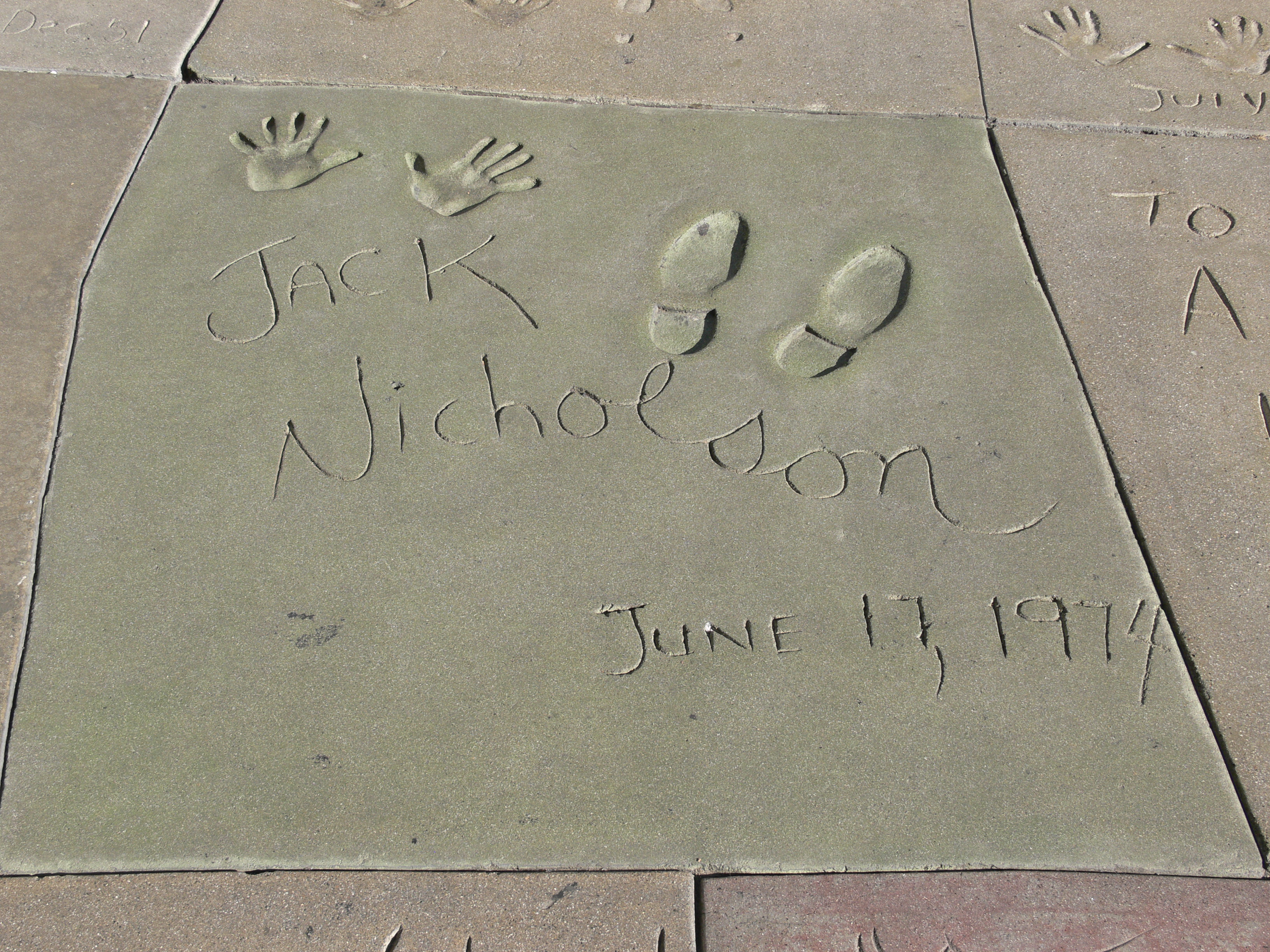
미국, 로스 앤젤레스, 그라우맨스 차이니즈 극장 (Grauman's Chinese Theatre) 마당에 있는 잭 니컬슨의 프린트.
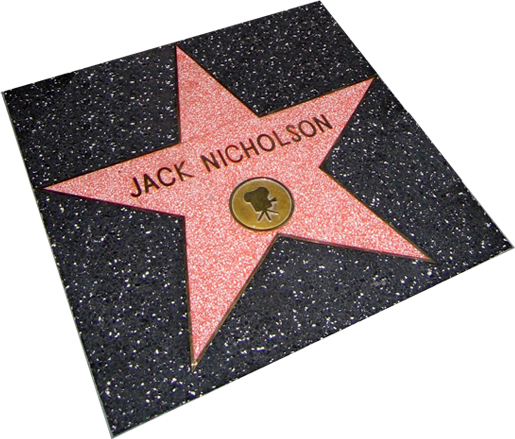
미국, 로스 앤젤레스, 할리우드 명예의 거리 (Hollywood Walk of Fame)에 있는 잭 니컬슨의 스타.